# Huamantla (kommun)
Huamantla är en kommun i Mexiko.   Den ligger i delstaten Tlaxcala, i den sydöstra delen av landet, 130 km öster om huvudstaden Mexico City. Antalet invånare är 84 979. Arean är 354 kvadratkilometer.
Terrängen i Huamantla är varierad.
Följande samhällen finns i Huamantla:
- Huamantla
- Benito Juárez
- Colonia Cuauhtémoc
- Colonia el Valle
- Colonia Altamira Guadalupe
- Ranchería de Torres
- San Francisco Tecóac Colonia
- NCP San José Teacalco
- El Molino Ranchería
- La Lima Ranchería
- Colonia Francisco I. Madero Tecóac
- San Diego Xalpatlahuaya
- Ampliación Felipe Carrillo Puerto